# Wiatrak w Wikrowie
Wiatrak przemiałowy typu holenderskiego – wiatrak zbudowany w połowie XIX wieku we wsi Wikrowo położonej w powiecie elbląskim w gminie Gronowo Elbląskie. Wpisany do rejestru zabytków w 1956 roku. Do lat 90. XX w. własność gminy, po przejściu w prywatne ręce częściowo odrestaurowany i przystosowany do funkcji mieszkalnych. Wiatrak spłonął w grudniu 2001 roku, obecnie w ruinie.

## Historia

### 1853-1945
Za datę powstania obiektu najczęściej uznaje się rok 1853, na podstawie inskrypcji wyrytej w kamieniu węgielnym, wmurowanym w południowo-zachodnim rogu zabudowań. Niektóre publikacje przyjmują inny czas powstania wiatraka (1846, 1848, 1855). Użytkowany w pierwotnej roli młyna aż do wybuchu II wojny światowej, którą to przetrwał w dobrym stanie. 

### 1945-2001
Wiatrak w Wikrowie został wpisany do rejestru zabytków jako zabytek II klasy, numer rejestru 36 z dnia 17 lutego 1956. W latach 1970–1971 przeprowadzono najpilniejsze prace konserwatorskie. Budynek wiatraka oraz zaplecza nie był użytkowany, z tego powodu jego stan systematycznie się pogarszał. Zniszczeniu i zdekompletowaniu uległa między innymi stolarka okienna i drzwiowa. Wiatrak pozostawał oficjalnie własnością gminy, do 1994 roku, kiedy to został sprzedany osobie prywatnej za kwotę 11 667 000 zł. Ostatni właściciel obiektu przeprowadził w nim szereg prac adaptacyjnych, mających na celu przystosowanie go do funkcji mieszkalnych.

### Pożar 21.12.2001
Według relacji świadków, dym nad zabudowaniami zaczął unosić się około godziny 11.00. Właściciel wyjechał w godzinach porannych do trójmiasta pozostawiając bez nadzoru piec ogrzewający pomieszczenia. Straż pożarna przybyła na miejsce tuż po południu. Próby ugaszenia pożaru od środka nie powiodły się z powodu bardzo wysokiej temperatury panującej wewnątrz, zmuszającej strażaków do wycofania się. Akcja prowadzona była w bardzo trudnych warunkach. Wiał silny wiatr podsycający płomienie, a niska temperatura powodowała problemy z zaopatrzeniem w wodę (zamarznięte hydranty). Działania strażaków skupiły się na zapewnieniu bezpieczeństwa okolicznym zabudowaniom na które spadały żagwie przenoszone prądami powietrza. Dogaszanie pogorzeliska trwało do późnych godzin popołudniowych. Istnieją dwie najpopularniejsze hipotezy wyjaśniające przyczyny pożaru. Według pierwszej z nich doszło do zaprószenia ognia z wadliwie wykonanej instalacji grzewczo-kominowej. Według innej teorii doszło do celowego podpalenia, przez właściciela lub osoby postronne. Elbląska komenda miejska policji powołała tuż po pożarze biegłego mającego wydać opinie w tej sprawie, brak jednak oficjalnie dostępnych wyników ekspertyzy.

### 2001-2023
Pomimo zapewnień właściciela zabytku o woli jego odbudowy, ostatecznie jej nie zrealizowano. Ocalałe z pożaru elementy zabudowań zostały w dużej części rozebrane w przeciągu kilku następnych lat. Nie ma możliwości wskazania osób za to odpowiedzialnych, oraz czy było to działanie zgodne z prawem. W latach 2001–2023 zabudowania wiatraka systematycznie niszczały a teren wokoło dziko zarastał. 
W 2019 roku działka Nr 103 na której znajdują się ruiny gospody, została wystawiona na sprzedaż. Z początkiem 2023 roku nowy właściciele uporządkował teren wokół ruin wiatraka eksponując relikty zabudowań. 
Zabudowania wiatraka w Wikrowie znajdują się obecnie w stanie silnie zdewastowanej ruiny, nadal jednak widnieją w rejestrze zabytków.      

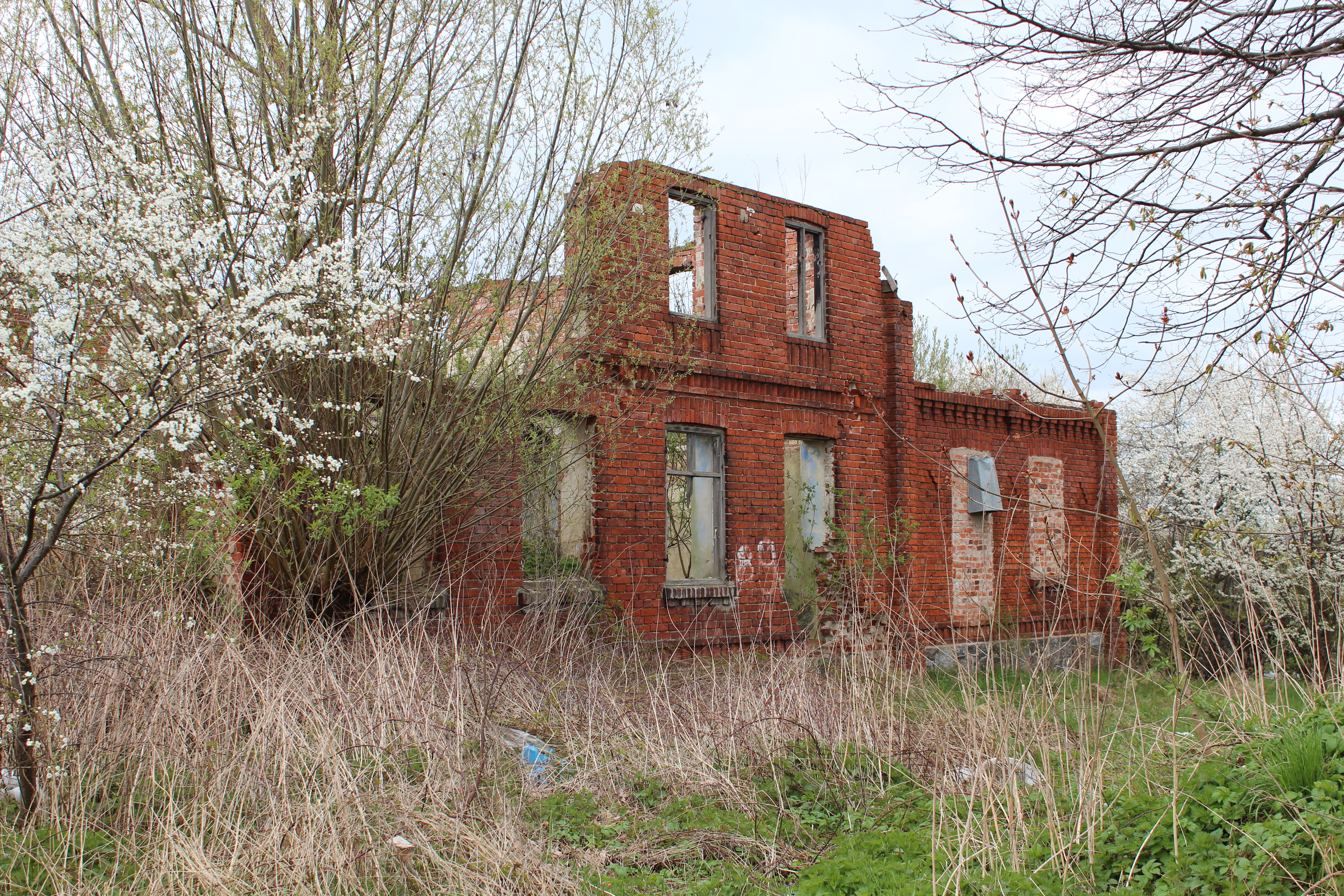
Ruiny wiatraka w Wikrowie- stan z roku 2017

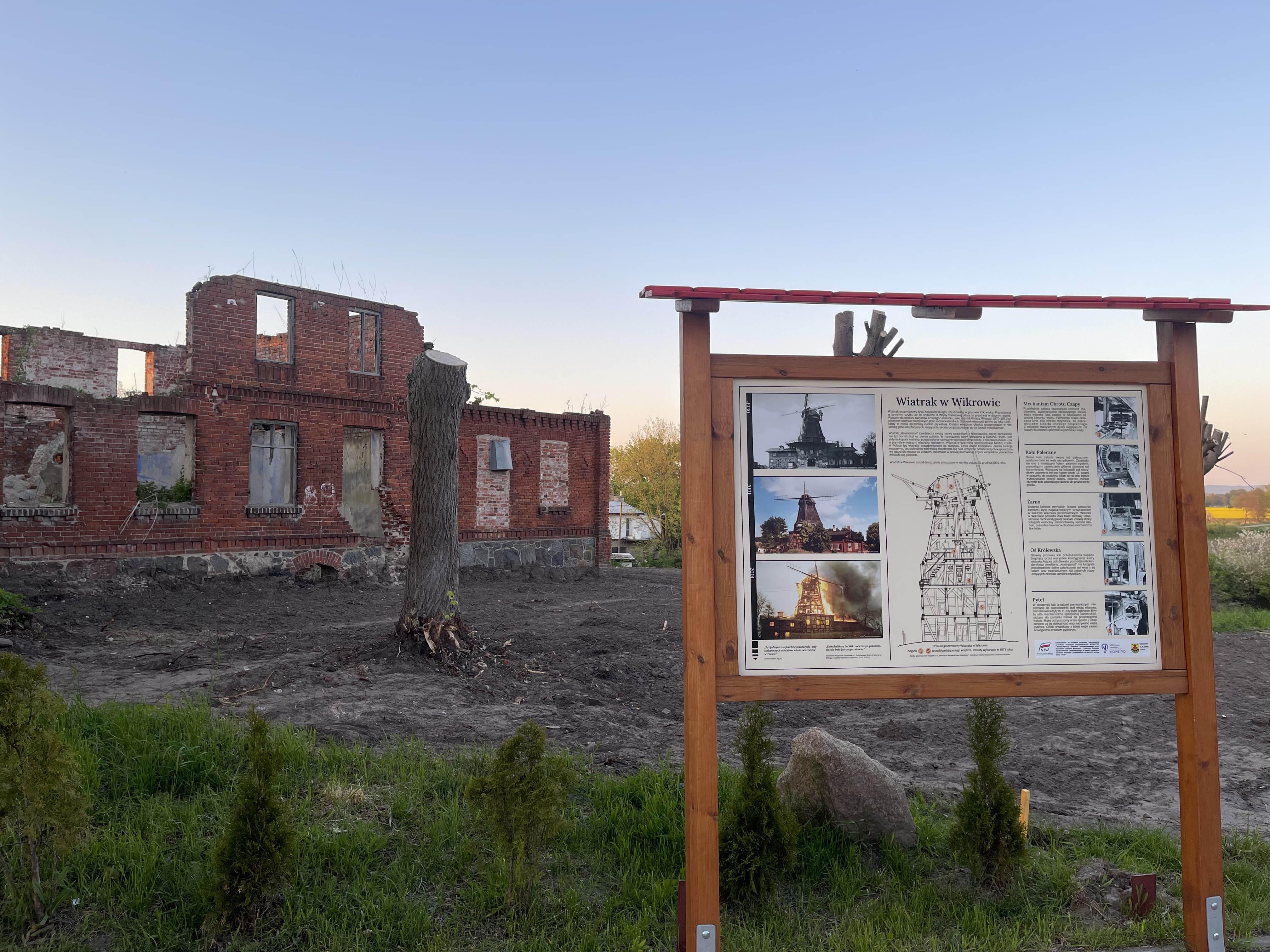
Wiatrak w Wikrowie, wiosną 2023 roku

## Opis konstrukcji
Wiatrak w Wikrowie reprezentował typ wiatraka posadowionego na budynku, dzięki czemu wzrosła jego powierzchnia użytkowa (669 m^2) oraz kubatura (2629m^3). Zespół budynków wiatraka składał się z 4 sekcji o łącznych wymiarach 10 x 35 [m]. Skład kompleksu w kolejności od strony zachodniej: 
1. Budynek zaplecza i magazynu. Ściany z pruskiego muru, dwukondygnacyjny, podpiwniczony, kryty dachem dwuspadowym. Dwa wejścia- główne od południa, oraz techniczne od północy. Niektóre źródła podają, że pełnił on również rolę mieszkania młynarza[2].
2. Budynek maszyn młyńskich i urządzeń pomocniczych. Ściany z pruskiego muru, dwukondygnacyjny, częściowo podpiwniczony. Bezpośrednio na nim posadowiona była wieża wiatraka. Budynek posiadał ściany pochylone pod kątem do wewnątrz, celem lepszego przenoszenia obciążeń związanych z ciężarem wieży, oraz oporami pracy śmigła. Posiadał dwie bramy wjazdowe położone na jednej osi, co umożliwiało jednokierunkowy ruch wozów. W skład wyposażenia tej sekcji wchodziły między innymi dwa pytle bębnowe[1].
3. Budynek gospody. Konstrukcji murowanej, dwukondygnacyjny, podpiwniczony, kryty dachem dwuspadowym. Pojedyncze wejście od strony północnej.
4. Budynek świetlicy wiejskiej. Konstrukcji murowanej, parterowy, podpiwniczony, kryty dachem pulpitowym. Budynek ten został wzniesiony jako ostatni z kompleksu (dobudowany do istniejących już pozostałych 3 części już poza pierwotnym założeniem architektonicznym). Przed II wojną światową budynek świetlicy pełnił najprawdopodobniej funkcję sali biesiadnej.

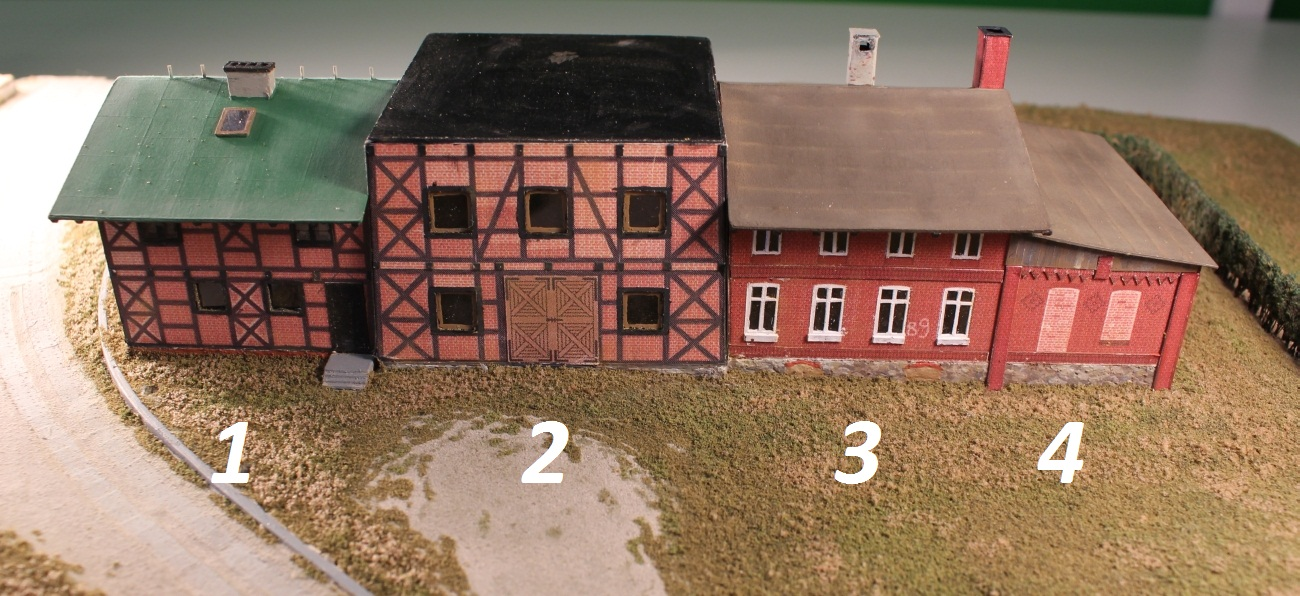
Zobrazowanie przeznaczenia budynków kompleksu, na podstawie modelu w skali 1:200
1) Budynek magazynu i zaplecza 2) Hala maszyn młyńskich 3) Budynek gospody 4) Budynek świetlicy

Wieża wiatraka czterokondygnacyjna, drewniana, opisana na planie ośmioboku. Szkielet konstrukcji słupowej pokryty poziomymi klepkami. Na nieruchomej wieży posadowiona była czapa wiatraka. Spoczywała ona na pierścieniu rolkowym umożliwiającym obrót o 360 stopi w osi pionowej. Czapa, pierwotnie obracana była ręcznie z platformy znajdującej się u podstawy wieży (poziom dachu), w późniejszym czasie została wyposażona w urządzenie samo-pozycjonujące złożone z małego wiatraka usytuowanego prostopadle do powierzchni śmigieł roboczych napędzającego przekładnie mechaniczną.

## Wiatrak w kulturze
Wiatrak w Wikrowie nadal zajmuje ważne miejsce w tożsamości regionalnej, głównie za sprawą chętnie wykorzystywanego wizerunku. Widniał on między innymi na: okładce książek takich jak "Menonici na żuławach ocalone dziedzictwo oraz "Księga Elbląska Cz. 3", Wizerunek widniał również na, plakatach, banerze czy tablicy informacyjnej wzniesionej w Wikrowie w 2015 roku. Gmina Gronowo Elbląskie, na terenie której znajduje się Wikrowo, wykorzystuje wizerunek wiatraka, jako element graficzny swej strony internetowej.  
W 2002 roku gdańskie wydawnictwo JSC opracowało kartonowy model Wiatraka w Wikrowie w skali 1:200,  
Od 2014 roku na portalu Facebook funkcjonuje fanpage "Wiatrak w Wikrowie". 
W 2015 roku powstała makieta odtwarzająca wygląd zabytku z 2001 roku

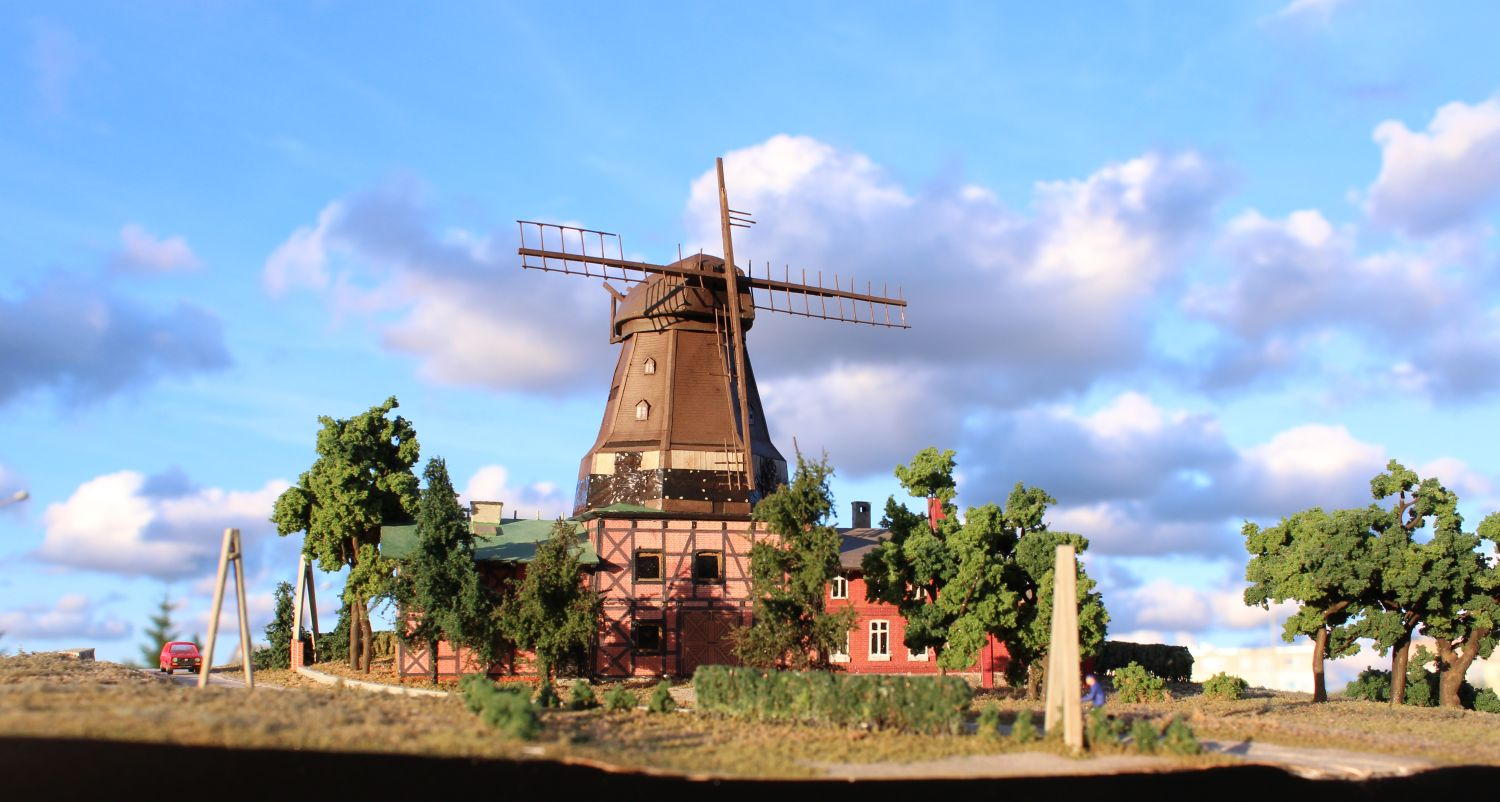
Wiatrak w Wikrowie makieta w skali 1:200

W grudniu 2021 roku z inicjatywy mieszkańców miejscowości, w bezpośrednim sąsiedztwie ruin zabytku powstała tablica informacyjno-edukacyjna poświęcona wiatrakowi. Odsłonięcie tablicy połączone było z festynem i wystawą tematyczną.  

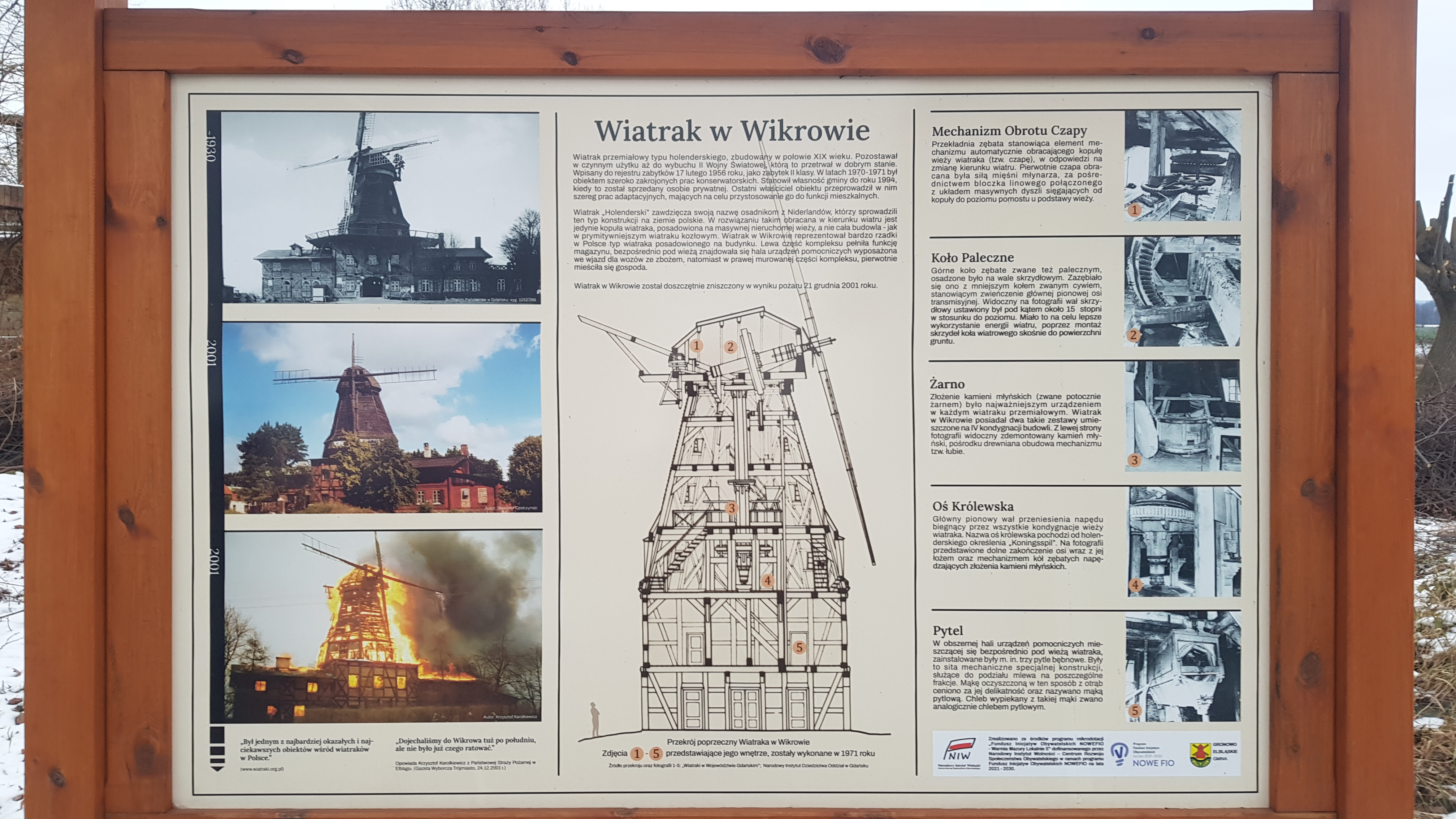
Tablica poświęcona Wiatrakowi w Wikrowie. Projekt autorstwa Agnieszki Sulkowskiej i Marcina Hołowińskiego